# Chartreuse de Zierikzee
La chartreuse Saint-Jérôme-du-Mont-Sion, en latin : Domus Montis Syon,  néerlandais : Kartuize Sionsberg te Noordgouwe bij Zierikzee , était une ancienne chartreuse à Noordgouwe sur la route de Schuddebeurs, près de Zierikzee, sur l'Île de Schouwen, province de Zélande, aux Pays-Bas.

## Histoire
En 1433, Jan Lievensz de Zierikzee et son épouse Dierewij van Zijl veulent fonder une nouvelle chartreuse. Jan Lievensz fait don d'un terrain à Noordgouwe, sur l'île de Schouwen, par acte datée du 7 mars 1434. Jan Lievensz s'installe ensuite à Anvers et devient un bienfaiteur de la chartreuse de Kiel, où il est enterré.         
La chartreuse est fondée en 1434 par Thierry Teerlinck de Helmond (Dirk Terlinc), prieur de la chartreuse de Kiel, près d'Anvers, premier visiteur de la province de Picardie. La maison est très prospère grâce à de nombreuses donations. Les bienfaiteurs importants des premières années sont Anna van Ravenstein, Floris et Boudewijn van Borsselen, et le prince bourguignon, Philippe le Bon, qui protège le monastère en 1436. Du point du vue spirituel, la communauté fleurit surtout sous le prieur et remarquable auteur Jacques de Gruitrode (1445-1447).
Vers 1455-1460, les revenus de la maison ont considérablement augmenté avec les digues du Sint-Jeroenspolder. Mais il y a encore des difficultés financières, car en 1474 le chapitre général appelle encore la maison nova et paupercula . La situation ne s'améliore pas lorsque, en 1530, les digues du polder très fertile Saint-Jérôme (Sint-Jeroenspolder) se brisent et la zone inondée. La communauté ne peut surmonter ce désastre. Affligée par la pauvreté et une pénurie totale, elle doit vendre une partie de ses biens. Certains moines sont envoyés dans d'autres monastères, mais peuvent revenir en 1533. 
En 1566, au moment de la réforme, la situation économique à Noordgouwe ne s'améliore pas, le chapitre général demande l'aide des autres monastères. En 1572, les difficultés contraignent les chartreux à quitter leur monastère et à se disperser sur d'autres maisons. À la demande du chapitre général, la chartreuse de Monichusen vient à son secours en 1570, mais en 1572, les chartreux doivent quitter le couvent. En 1574, les soldats et les pirates dévastent la maison. Le dernier prieur, Nicolaas Huart (1577-1578), ne peut que constater que le monastère, détruit en 1574, ne peut plus être reconstruit. Il ne reste que 2 moines de chœur.
Au cours des siècles suivants, l'extérieur du complexe pillé est encore utilisé. Au milieu du XIXe siècle, le monastère tombe en ruine.

## Prieurs
Le prieur est le supérieur d'une chartreuse, élu par ses comprofès ou désigné par les supérieurs majeurs.
- 1434 : Antonius, recteur et premier prieur[note 1].
- 1445-1447 : Jacobus van Gruitrode ou Jacques de Gruitrode (†1475), prieur de Liège, second mandat à Liège (1447-1475).
- 1528-1531 : Jacques Jasperz.
- 1577-1578 : Nicolaas Huart, dernier prieur.